# Barbara Angell
Barbara Angell (ur. 6 marca 1935 w Melbourne) – australijska scenarzystka i aktorka.

## Życie prywatne
Urodziła się w 1935 roku w Melbourne, Wiktoria, Australia jako Angela Barr.  Pracę jako aktorka zaczęła w Little Theater w Melbourne. Odwiedzała Wielką Brytanię w latach 1959-60, gdzie pisała skecze komediowe, muzykę i teksty. Gdy wróciła do Australii założyła własną firmę Revue. Wróciła do Wielkiej Brytanii w 1969, gdzie występowała jako aktorka.

## Filmografia
- 1962: Consider Your Verdict – Doreen Barlow
- 1969: Homicide – Rosie Cullen
- 1974: The Top Secret Life of Edgar Briggs – Jennifer Briggs
- 1990-2004: Zatoka Serc (scenarzystka)
- 2009: Superman: Powrót – Polly
- 2009: Chandon Pictures – Margs